# Pikku-Ahvenjärvi
Pikku-Ahvenjärvi är en sjö i Kiruna kommun i Lappland och ingår i Torneälvens huvudavrinningsområde.